# قضاء مخمور
قضاء مخمور (بالكردية: قەزای مەخموور، Qezayê Mexmûr‏) هو أحد أقضية العراق، يتبع محافظة نينوى.

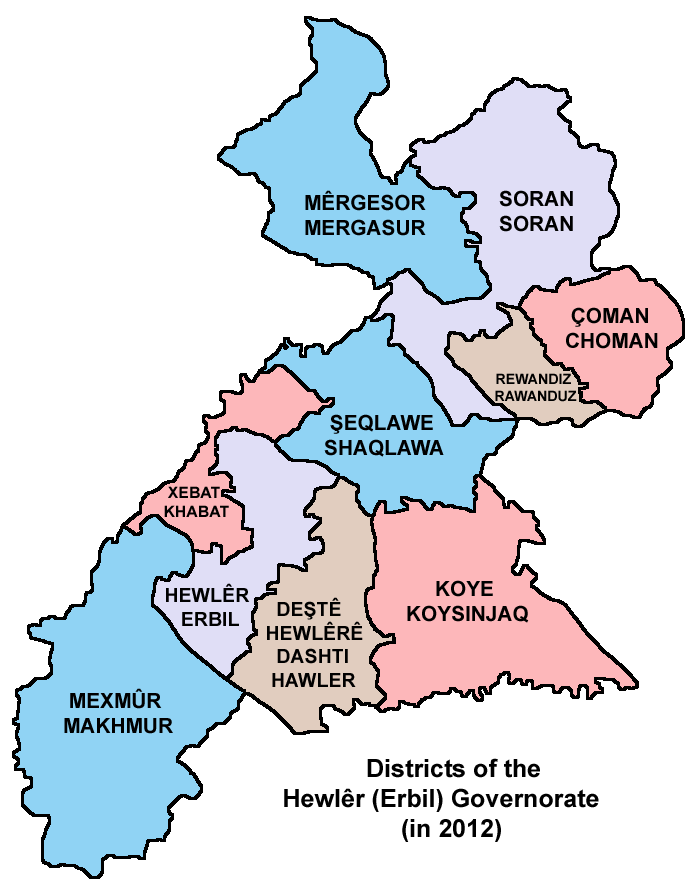
أقضية محافظة أربيل (عام 2012) حسب موقع هيئة إحصاء إقليم كردستان.

## النواحي
تتبع القضاء النواحي التالية:
- مدينة مخمور، مركز القضاء
- قراج
- كنديناوه
- الكوير
- ملا قرة